# Schlag bei Thalberg
Schlag bei Thalberg là một đô thị thuộc huyện Hartberg thuộc bang Steiermark, nước Áo. Đô thị Schlag bei Thalberg có diện tích 10,71 km², dân số thời điểm năm 2005 là 997 người.